# Nimatullahi
Ordinul Nematullahi (Ni'matullāhī sau Ne'matollāhī , persană: نعمت‌اللهی) este un ordin sufit persan, fondat de Ni`mat Allāh Walī, este identificat ca fiind șiit. A avut o mare influență în Asia centrală și în India, dar astăzi are un număr restrâns de derviși în Iran. Maestrul ordinului, dr. Javad Nurbakhsh, a emigrat în Statele Unite după revoluția din 1979,  unde a pus baza mai multor lăcașuri (khanaqah). Ordinul are un mare număr de adepți în vestul Africii, în Europa, America de Nord și Australia. Nimatullahi are trei subdiviziuni – Safi‘alishahi, Sultan‘alishahi și Dhu`l-Riyasatayn (sau Munawwar‘alishahi). Maestrul actual este Alireza Nurbakhsh. 
Adepții ordinelor sufite se numesc derviși.

## Istorie
Fondatorul ordinului, Ni`mat Allah Wali, era un persan născut în Siria. Acesta s-a afllat mereu în exil intern. A călătorit prin Orientul Mijlociu și Asia Centrală, unde s-a stabilit ca maestru fondator al unui nou  ordin înainte să se stabilească în Iran. Și-a petrecut o mare parte din viață în orașul Kirman și a fost îngropat la Mahan. Mormântul lui a rămas un loc important de pelerinaj pentru dervișii nimatullahi. Maestrul odinului a scris o serie de lucrări teoretice și exegetice și poezii. În scrierile lui, a fost influențat de lucrările lui Ibn Arabi. 
Fiul fondatorului, Khalil Allah, a părăsit plecat din Persia spre sudul Indiei, la invitația conducătorului Dekkanului, unde a înființat o ramură a ordinului. 
Ulterior, în secolul următor, ramura iraniană s-a aflat în declin din cauza unor conflicte avute cu autoritățile politice safavide. 
Ramura indiană a avut o perioadă de înflorire până în secolul al XVIII-lea. Ultimul shaikh, Ma`sum ‘Ali Shah, a fost trimis înapoi în Iran, pentru a reînsufleți ordinul de acolo. După alte noi conflicte cu autoritățile safavide și cu clericii șiiți, acesta a fost forțat să plece din capitala imperiului, din Isfahan. În timp ce călătorea spre nord-estul Persiei, a fost arestat și mai apoi executat (1796); moartea sa a fost interpretată ca fiind martiriu. 
Ordinul Nimatullahi a avut o perioadă de înflorire în Iranul de după imperiul safavid, în secolele XIX și XX. După revoluția islamică, existența ordinului nu mai era permisă. 
Dr. Javad Nurbakhsh a preluat conducerea ordinului în 1953, după moartea predecesorului Mūnis ‘Ali Shad Dhu al-Riyasetin. În anul 1974, maestrul Nurbakhsh a pus bazele mai multor khanaqah în Statele Unite. După revoluție, în anul 1979, maestrul a emigrat în SUA.
Astăzi, ordinul are lăcașuri în vestul Africii, în Abidjan în Coasta de Fildeș, în Porto-Novo în Benin și în Burkina Faso, în Senegal la Dakar, în Australia în Sydney și în Aukland în Noua Zeelandă. În Europa sunt khanaqah în Manchester și Londra, în Köln, în Paris și Lyon, în Geneva și Berna, în Madrid, în Stockholm și în Leiden, Moscova și Sankt Petersburg. În Statele Unite și în Canada lăcașurile ordinului se găsesc în Washington, Boston, Seattle, Los Angeles, Chicago, Santa Fé, Santa Cruz, San Francisco, San Diego, New York, în Toronto, Montreal și Vancouver. În Mexic s-a deschis un lăcaș în Guanajuato.
Maestrul dr. Javad Nurbakhsh a fost succedat de fiul său, maestrul Alireza Nurbakhsh, doctor în filologie la Universitatea din Wisconsin și avocat în Londra. Numele lui de derviș este Reza Ali Shah.

## Structura
Alireza Nurbakhsh (Reza Ali Shah) este maestrul suprem. În subordinea maestrului Alireza Nurbakhsh sunt o serie de shaikhi, care sunt împuterniciți să-i inițieze pe cei care vor sa devină adepți. Toți shaikhii actuali sunt bărbați, atât în Iran, cât și în Vest. 
În ierarhia ordinului, imediat după shaikh urmează pir-i dalil. Acesta este responsabil să-i ghideze religios și spiritual pe cei care vor să devină derviși. Apoi urmează maestrul de ceai duda-dar, responsabil cu ospitalitatea, cu servirea ceaiului sau a băuturilor la întâlniri.

## Practici
Ordinul Nimatullahi contemporan respectă obiceiurile tradiționale, dar încearcă să se adapteze la culturile vestice. Dervișii provin atât din Iran, cât și din țerile din Occident. În khanaqah predomină cultura persană. Ordinul promovează cultura, arta și muzica persană.
Întâlnirile în lăcașuri au loc de două ori pe săptămână, în serile de marți și duminică. Acesta este obiceiul atât în Iran, cât și în vest. Dervișii se adună pentru a se ruga, pentru a medita și pentru a-și da seama de dimensiunea sacră a vieții lor.  Lewinsohn Aceștia rostesc rugăciuni rituale, participă la sesiuni  de dhikr în care se amintește numele lui Dumnezeu. 
Meditația include ritualul de sama` în timpul căruia se ascultă muzică persană sufită și discursuri ale maestrului Javad Nurbakhsh sau ale maestrului Alireza Nurbakhsh. În cazul în care participă și derviși iranieni se cântă muzică persană.
Calea discipolului spre inițiere este supravegheată de un shaikh. Acesta stabilește când un derviș este pregătit de inițiere. Atunci când devine inițiat, adeptul este oficial convertit la islam. Cei care se convertesc în cadrul acestui ordin nu primesc nume de musulmani, spre deosebire de dervișii altor ordine. 
Ordinul Nimatullahi încurajează respectarea practicilor islamice de către toți dervișii. 
În lăcașurile ordinului Nimatullahi din Occident, bărbații și femeile își spun rugăciunile și meditează împreună în aceeași încăpere. În Iran, bărbații și femeile stau în încăperi separate. Centrele ordinului promovează idealurire căii sufite, promovează limba, literatura, poezia și mistica persană. Celebrează muzica, arta și cultura Iranului.